# Sullivan (cràter)
|  | No s'ha de confondre amb Sullivan (cràter de Venus). |

Sullivan és un cràter d'impacte en el planeta Mercuri de 153,23 km de diàmetre. Porta el nom de l'arquitecte estatunidenc Louis Sullivan (1856-1924), i el seu nom va ser aprovat per la Unió Astronòmica Internacional el 1976.